# Krah berze 1929.
Crni utorak (Crni četvrtak ili Crni petak) je naziv za krah berze deonica u Njujorku 25. oktobra 1929. Pojam je različit jer se zbog geografske udaljenosti na drugim berzama (London, Berlin) i tadašnjih mogućnosti komunikacija krah par dana kasnije proširio. Nastala je Velika depresija, dolazi do masovnog zatvaranja fabrika i otpuštanja radnika. Reakcije zemalja su bile različite. Dok je vlada SAD pod Ruzveltom uvela program zapošljavanja pod imenom Nju dil, vlada Vajmarske republike (današnje Nemačke) pod kancelarom Briningom uvela je mere štednje (vidi deflacija), što je pogoršalo situaciju.
To je bio najrazorniji pad tržišta deonica u istoriji Sjedinjenih Država, kad se uzme u obzir pun opseg i trajanje njegovih naknadnih učinaka. Krah Londonske berze u septembru je označio početak 12 godina duge Velike depresije koja je uticala na sve zapadne industrijalizovane zemlje.

## Uvod
Nakon završetka Prvog svetskog rata SAD masovno daju kredite inostranstvu, posebno evropskim zemljama koje su snosile njegove posledice. Konjunktura je u SAD-u rasla zahvaljujući novim otkrićima (radio, putnički avion, telefon) i lančanoj proizvodnji. Nova revolucija u industriji omogućila je samo u SAD-u proizvodnju oko 15 miliona automobila godišnje. Prosperitet i euforija su doveli do ulaganja na tržištu kapitala, tj. berzi. Kako su rasli dobici deoničkih društava tako su rasli i kursevi njihovih deonica. Primera radi cena deonice proizvođača aviona Wrigth Aeronautics je od početka 1928. pa do kraja iste godine narasla od 69 na 290 dolara. Deonice RCA (Radio Corporation od America) su u istom periodu narasle od 85 na 420 dolara. U proseku deonice su narasle tokom perioda 1921-1929 za oko 400%. Vladala je opšta euforija. Berzovni indeks Dau Džouns je 1923. po prvi put u istoriji prešao 100 poena. Tadašnji predsednik Herbert Huver je izjavio:
Bliže smo nego ikad konačnoj pobedi nad siromaštvom u našoj zemlji
Američki ekonom Džejms K. Galbrejt opisuje berzovnu euforiju 20-tih:
U Americi vlada uverenje, da je Bog na ovaj način dao bogatstvo srednjoj klasi
Ovaj period je imao i naziv zlatne 20-te (engl. Golden Twenties). Tada još nisu bili rasprostranjeni investicioni fondovi, ali postojali su investicioni fondovi koji su skupljali novac ulagača. Dok je 1927. njihov broj iznosio 160, dve godine kasnije je taj broj narastao na 750. Investicioni fondovi su do 1929. kupili deonice u vrednosti od 3 milijarde dolara. Mnoga preduzeća, čak i ona koja su poslovala s gubitkom, plasirala su deonice na berzi. Mnogi ulagači su kupovali deonice na kredit, samo s 10% vlastitog kapitala. Do augusta 1929. oko 8,5 milijardi dolara je iznosilo zaduženje ulagača koji su kupovali deonice na kredit.

## Berzovni krah
Konjunktura je u leto 1929. počela da se smanjuje. U početku je na Vol stritu zabeleženo samo manje padanje Dau Džouns indeksa. Pred sami krah, indeks je narastao na 381 poen. Dana 24. oktobra prepodne situacija je postala dramatična, indeks je počeo da pada, niz banaka: Dž.P. Morgan, Našonal siti, Čejs našonal i Garanti trast su pokušale masovnom kupovinom deonica da zaustave pad. Preko vikenda se situacija smirila, ali samo do sledećeg ponedeljka.
Američki ekonom Galbrejt je opisao tadašnje stanje sledećim rečima:
U 11:30 je tržište bilo ispunjeno strahom. Izbila je panika.
Dana 25. oktobra zavladao je opšti metež na Vol Stritu, glavni indeks Dau Džouns je prestao da raste, zaduženi policijski komesar Grover Vejlen doveo je pojačanje u slučaju da eskalira situacija. Taj dan je već 11 ljudi, koji su radili na berzi, bacanjem s obližnjih zgrada oduzelo sebi život. Taksista je tokom vožnje upitao Patrika Kenedija (dedu Džona F. Kenedija kasnijeg predsednika), koji je bio imućan i raspolagao s 400 miliona dolara, ima li kakvu preporuku za kupovinu deonica. Kenediju je bilo jasno da je berzovna euforija stigla i do prosečnog radnika, te je istog dana prodao svoje deonice. Neupućeni ljudi su kupovati deonice, dok su iskusni ulagači iste prodavali. Cene deonica su padale sve brže i brže, svi deoničari su pokušavali da dođu do novca, jer su se u tu svrhu i zadužili. Deonice Krajslera, proizvođača automobila koje su 24. oktobra 1929. vredele $ 135 pale su do 1932. na 1,25 dolara.
Deonice US Stila su za tri godine pale sa 262 na 22 dolara, Dženeral motorsa sa 73 na 8 dolara. Mnoge deonice su postale potpuno bezvredne, niz banaka je otišao u stečaj. Dau Džouns indeks, koji je 1929 imao 382 poena, pao je do leta 1932. na 41,2 poena. Nivo od 380 poena ponovo je dostignut tek 1954. Za samo nedelju dana indeks je izgubio trećinu poena.

## Posledice i reakcije pojedinih zemalja
Na globalnom nivou opticaj robe je pao za 66%. Čak i zdrava preduzeća su otišla u stečaj, jer banke nisu više nikom davale kredite, plate su pale za oko 60%. Zavladala je nestašica i glad, dok starije osobe nisu imale nikakve šanse na tržištu rada mlađi su radili za najniže plate. U javnim kuhinjama je porastao broj korisnika, ispred biroa za zapošljavanje su bili dugi redovi ljudi koji su tražili posao. Raširilo se prosjačenje, prostitucija i krađa.

### Sjedinjene Američke Države
Od 120 miliona Amerikanaca samo oko 1,5 miliona je učestvovalo na berzi. Pored toga postojao je višak robe (poljoprivreda, drvo i druge sirovine) i proizvoda (automobili, radio aparati, frižideri, gramofoni, fotoaparati) što je dovelo i do pada cena u realnom sektoru. Za razliku od današnjice tada nije postojao nadzor berze (Komisija za vrednosne papire, SEC). Čim su ulagači počeli panično da prodaju deonice, Američka centralna banka (Federalne rezerve, FED) je podigla ključnu kamatnu stopu. Kasnije je kamatna stopa spuštena, ali dotle je kriza već uveliko zahvatila banke, 40% američkih banaka je od 1929-1933 otišlo u stečaj. Vlada SAD je podigla carine (engl. Smooth-Hawley-Tariff-Act) na uvoz iz evropskih zemalja za 60%, to je dodatno pogodilo evropske države, jer su istovremeno povučeni svi krediti iz Evrope. Nakon što je dobio izbore 1932. Ruzvelt je uveo, pod uticajem Džona Kejnsa, program Nju Dil.

### Vajmarska republika
Broj nezaposlenih je narastao na 6 miliona. Zemlja je, nakon izgubljenog Prvog svetskog rata, morala da plati Francuskoj i Engleskoj odštetu (reparacije). Uz to je 13. jula 1931 Danat bank zatvorila šaltere. Opšte nezadovoljstvo je pogoršano reakcijom kancelara Brininga, čija je vlada uvela mere štednje. Srezane su plate državnih službenika, znatno je smanjena pomoć za nezaposlene. Ovim činom je Brining pokušao da dokaže inostranstvu da nisu u stanju da plaćaju dalje reparacije.  Mnoga preduzeća su zatvorena. Drastično je smanjen opticaj novca, to je olakšalo Hitlerovom Nacističkoj partiji, kao i Komunističkoj partiji, da dođu na vlast.

### Austrija
Dana 22. maja 1931 Creditanstalt je prekinula s plaćanjem. Ovo je dodatno pogoršalo situaciju u Vajmarskoj republici.

### Švajcarska
Ovde su se tek krajem 1931. osećale prve posledice. Većina Švajcaraca nije učestvovala na berzi, s izuzetkom bogatih porodica. Međutim izvozne grane industrije: precizna mehanika (satovi), tekstilna i mašinska industrija su imale manji profit. Vrhunac krize je doveo do 125000 nezaposlenih. Vlada je uvela vanredno stanje. Od 1947. se je stanje stabilizovalo i od tada je krenuo privredni rast.

## Analize
Ekonomisti su se usaglasili da su sledeći uzroci izazvali Veliku depresiju:
- Centralne banke koje su, neposredno nakon izbijanja krize, umanjile tok novca;
- Veliki dugovi evropskih zemalja, pretežno Francuske i Nemačke nakon Prvog svetskog rata, u dolarima;
- Opšti pad konjunkture zbog već prezasićenog tržišta.

## Literatura
- „Stock Market Crash of 1929”. Encyclopædia Britannica. Приступљено 29. 1. 2012.
- Ogger, Günther (2001). Der Börsenschwindel (на језику: немачки). Bertelsmann Verlag. ISBN 978-3-570-00498-2.
- Riße, Stefan (2010). Die Inflation kommt (на језику: немачки). Finanzbuch Verlag. ISBN 978-3-89879-504-3.
- Axon, Gordon V. The Stock Market Crash of 1929. London, England: Mason & Lipscomb Publishers Inc., 1974.
- Bierman, Harold (26. 3. 2008).  Whaples, Robert, ур. „The 1929 Stock Market Crash”. EH.Net Encyclopedia. Santa Clara, California: Economic History Association. Приступљено 2. 2. 2017.
- Brooks, John (1969). Once in Golconda: A True Drama of Wall Street 1920–1938. New York: Harper & Row. ISBN 978-0-393-01375-7..
- Galbraith, John Kenneth. "1929: New York City." Lapham's Quarterly, no. 2 (Spring 2015): 145–146
- Klein, Maury (2001). Rainbow's End: The Crash of 1929. New York: Oxford University Press. ISBN 978-0-19-513516-9..
- Klingaman, William K. (1989). 1929: The Year of the Great Crash. New York: Harper & Row. ISBN 978-0-06-016081-4..
- Leone, Bruno. The Great Depression: Opposing Viewpoints, 14–25. San Diego, California: Bender, David L., 1994.
- Pendergast, Tom. American Decades: 1920–1929. Farmington Hills, Michigan: UXL American Decades Publishing, 2003.
- Reed, Lawrence W. (1981 & 2008). Great Myths of the Great Depression. Midland, Michigan: Mackinac Center.
- Rothbard, Murray N. (2000). America's Great Depression (PDF) (5th изд.). Auburn, Alabama: Ludwig von Mises Institute. ISBN 978-0-945466-05-5. Приступљено 13. 5. 2010.
- Shachtman, Tom (1979). The Day America Crashed: A Narrative Account of the Great Stock Market Crash of October 24, 1929. New York: G.P. Putnam. ISBN 978-0-399-11613-1..
- Thomas, Gordon; Morgan-Witts, Max (1979). The Day the Bubble Burst: A Social History of the Wall Street Crash of 1929. Garden City, New York: Doubleday. ISBN 978-0-385-14370-7..
- Watkins, Tom H. The Great Depression: America in the 1930s, 22–55. New York: Little, Brown & Company, 1993.